# Káldi Mariska
Káldi Mariska, Platz Mária Franciska, névváltozat: Káldy (Pécs, 1874. június 23. – Budapest, 1933. február 2.) énekesnő (szoprán).

## Életútja
Platz Ferenc és Verner Emília leányaként született, 1874. július 2-án keresztelték. Mikor édesapját, aki államvasúti főfelügyelő volt, Budapestre helyezték, itt végezte iskoláit és az Országos Színiakadémiára iratkozott be. Párhuzamosan Káldy Gyulánál tanult énekelni, aki utóbb az Operaház igazgatója lett. Káldyval bejárta az országot, kurucdalokat énekelve és elért sikerei emlékére vette fel a Káldi művésznevet. 1892. május 19-én lépett először színpadra a Népszínházban, a Cigánybáró Arzéna szerepében és itt töltött egy esztendőt szerződésben. Magasabbra vágyó ambíciói vidékre vezették és éveken át szerepelt mint énekes primadonna Kassa, Kolozsvár, Szabadka, Pécs, Győr, Miskolc színpadain, mindenhol opera- és operettszerepben aratva sikereit. 1903. február 7-én Budapesten, a Ferencvárosban feleségül ment Virányi Jenő színházi karmesterhez, akitől azonban 1919-ben elvált. 25 évi működés után egyre felfelé ívelő pályáján, sikereinek tetején és énekképességének teljében mondott búcsút a színpadnak és szakpedagógiával foglalkozva, átengedte a teret az új nemzedéknek, amelynek becsületes munkájával és ideálizmusával mindig követendő példát akart mutatni.
Legkitűnőbb szerepei operettekben: Baba (Lancelot), Bob herceg, Boccaccio, Kis alamuszi, Katalin, Lili, Szép Heléna, San Toy, Szultán (mind címszerep). Cigánybáró (Saffi), Rip (Lisbeth), Görög rabszolga (Aspasia), Denevér (Rosalinda), Szegény Jonathán (Hariett) és a Troubadour, Faust, Álarcosbál, Parasztbecsület, Bohémek, Zsidónő, Hoffmann meséi operák koloratur, illetve drámai szoprán vezető szerepei.